# Напади на школи
Збройні напади в навчальних закладах (скулшутинг; від англ. School shooting — «шкільна стрілянина») — застосування збройного насильства на території освітніх закладів (переважно до учнів), нерідко виливається в масові вбивства. У країнах з більш слабкими законодавчими обмеженнями на володіння вогнепальною зброєю, для здійснення атак застосовується найчастіше вогнепальна зброя (старша школа «Колумбайн», 1999 р.). У країнах з більш суворим законом, для здійснення атак застосовують найчастіше холодну зброю ( початкова школа «Ікеда», 2001 рік ). Для тих же цілей можуть застосовуватися також саморобні вибухові пристрої (школа «Бат», 1927 рік, школа № 20 в Гиську, 1950 рік), вогнемет та інші види зброї.
На відміну від подібних атак в більш-менш закритих колективах (наприклад, розстрілу товаришів по службі), умисел нападників на навчальні заклади часто не конкретизований, внаслідок чого атака виливається в безладну стрілянину. Розглядане явище слід відрізняти від терористичних актів із застосуванням різних видів зброї (таких, як захоплення школи в Беслані).

## Географія
США посідають перше місце в світі по розстрілам школярів . Одним з найгучніших був інцидент в старшій школі «Колумбайн» недалеко від Літлтон, Колорадо. У вівторок 20 квітня 1999 Ерік Харріс і Ділан Кліболд, учні цієї школи, розстріляли на території школи 13 осіб і обидва наклали на себе руки, довівши таким чином число жертв до 15. За мотивами цих подій знято художній фільм «Слон», відзначений найвищою нагородою Каннського кінофестивалю.
Напади жінок з численними жертвами зустрічаються рідше . Зокрема, жінки рідко вибирають для вбивства вогнепальну зброю (частіше зустрічаються жінки-отруйниці). До нападу, вчинених жінками, відносяться, наприклад, вбивства в Клівленда початковій школі, в університеті Алабами в Хантсвіллі, в початковій школі в Віннетка і ін.
Розстріли школярів відомі також в Канаді (Масове вбивство в Політехнічній школі Монреаля), Росії (Стрілянина в школі № 263, Масове вбивство в гімназії № 175), Фінляндії (Масове вбивство в Йокела, Масове вбивство в Каухайокі), Азербайджані (справа Гадірова) і в багатьох інших країнах. При цьому в країнах з жорсткими обмеженнями на обіг вогнепальної зброї замість останнього для здійснення шкільних атак використовується холодна зброя. Так, в січні 2018 року в Росії всього за один тиждень було зафіксовано два подібних випадки: в пермської школі двоє підлітків поранили ножами 15 осіб, а в Улан-Уде озброєний сокирою підліток завдав травми шістьом школярам і вчительці, а також підпалив клас.

## Кримінологічні аспекти
У США акти немасового насильства (без застосування зброї, із застосуванням холодної зброї, а також пов'язані з діями ОЗУ) більш поширені в ряді густонаселених районів. Міські школи - особливо школи, що знаходяться в бідних кварталах - значно частіше за інших стають місцем скоєння тяжких злочинів. Протягом 1997 року хоча б один тяжкий злочин було скоєно в 17% шкіл бідних районів, але в 11% шкіл в цілому по місту, в 10% сільських шкіл і тільки в 5% шкіл, які перебували в передмісті. Однак за межами США розстріли школярів можуть мати свою національну або релігійну специфіку, як це мало місце при теракті в йешиві «Мерказ ха-Рав» .
У США розстріли школярів розглядаються як серйозна суспільна проблема. Проведене Секретною службою США всебічне дослідження показало, що не можна точно виділити певний тип школярів, схильних до такого роду злочинів. Характеристика потенційного масового вбивці, якби така була можлива, повинна була б описувати занадто велику кількість різних людей і, що найгірше, з її допомогою було б неможливо виділити потенційного вбивцю. Деякі з тих, хто здійснював згодом масові розстріли своїх товаришів по навчанню, жили з обома батьками в практично «ідеальних американських сім'ях». Деякі були прийомними дітьми або дітьми розлучених батьків. У більшості таких дітей були близькі друзі, хоча деякі із злочинців і були одинаками. Ряд фахівців, таких як Алан Ліпман, попереджають про серйозні недоліки того методу виявлення потенційних масових убивць, який ґрунтується на аналізі рис особистості дитини.
Хоча складання психологічної характеристики чня і може бути спрощенням, однак в зазначеному дослідженні наводяться певні спільні риси, характерні для школярів, які здійснювали масові вбивства в школах. «Дослідження показали, що такі вбивці не поспішають. Вони планують майбутнє. Вони обзаводяться зброєю. Ці діти довго й обдумано йдуть до вчинення насильства, і цей їхній шлях можна спостерігати». Кетрін Ньюман з Прінстонського університету вказує, що такі вбивці по суті далеко не одинаки - вони бажають спілкування, але не можуть увійти в колектив; крім того, вони можуть говорити про свої пов'язаних з насильством планах, в ряді випадків часто і протягом довгого часу.
Багато таких вбивць згодом повідомляли слідчим Секретної служби, що пішли на насильство через переслідування з боку своїх товаришів по навчанню, а також через свою відчуженість від колективу. Секретна служба США закликає дорослих не шукати в дитині якісь характерні риси, але подивитися на його поведінку. Необхідно звертати увагу на наступне:
1. що говорить дитина
2. терпить він образи, чи відчуває невдоволення
3. що знають його друзі
4. чи має він доступ до зброї
5. занурений він в депресію, чи пригнічений він [11]

## Вплив на суспільство
Розстріли школярів трапляються рідко, але привертають велику увагу ЗМІ. Втім, бувають і винятки: так, в січні 2018 року підсумкові новинні програми на федеральному телебаченні РФ повністю проігнорували нападу школярів в Пермі і Улан-Уде. У ряді випадків вони призводять до змін в освітній політиці в масштабах країни, ці зміни стосуються дисципліни і безпеки в школах. Деякі дослідники класифікують страх перед розстрілами школярів як прояв масових страхів.
Такі випадки також можуть призводити до обговорення в масштабах країни можливих змін в законодавстві, що стосується вогнепальної зброї.

### Вплив на владу
Розстріли школярів впливають на верхівку суспільства, змушуючи владу в ряді випадків до посилення законодавства щодо вогнепальної зброї. Національна стрілецька асоціація США протистоїть прийняттю подібних змін. Ряд груп виступає за послаблення державного контролю в сфері вогнепальної зброї, приводячи в приклад випадки, коли вбивця сам припиняв стрілянину і не чинив самогубства, а також вказуючи, що заборона на носіння вогнепальної зброї в межах шкіл позбавить людей можливості чинити опір злочинцеві. Ілюстрацією до останнього твердження може послужити теракт в йешиві «Мерказ ха-Рав», де злочинець був зупинений скоріше не поліцією, а одним з учнів, Іцхаком Дадон, вистрілив в нападника з власної зброї. Своє зброя цей студент таємно носив при собі, не порушуючи при цьому закону. При розстрілі студентів Аппалачской Юридичної вищої школи двоє студентів отримали пістолети зі своєї машини і зупинили злочинця без єдиного пострілу. Однак в інших випадках навіть присутність озброєних поліцейських не запобігло і не скоротив стрільби.
Американський журнал «National Review Online», що дотримується консервативного спрямування, стверджує, що, хоча право носити зброю в освітній установі і ново для США, але воно зарекомендувало себе за багато років успішного застосування в Ізраїлі і Таїланді , і може запобігти нападам на школи.